# Steelmaster
Steelmaster (vollständiger Titel „STEELMASTER – Rad- und Kettenfahrzeuge von Gestern und Heute im Original und Modell“) ist eine Zeitschrift des Verlags VDM Heinz Nickel. Herausgeber und Chefredakteur ist Heinz Nickel.

## Geschichte
Heft 1 von Steelmaster erschien im November 1994. Ab Heft Nr. 19, Sommer 2000, wurde das „Rad & Kette“-Logo fester Bestandteil der Zeitung. Gegen Ende des Jahres 2006 erfolgte mit Heft Nr. 43 ein Namenswechsel von Steelmasters in Steelmaster.

## Themen
Thematisch konzentriert sich die Zeitschrift Steelmaster ausschließlich auf Militär-Fahrzeug-Modellbau, mit deutlichem Schwerpunkt auf gepanzerte deutsche Fahrzeuge des Zweiten Weltkrieges. Dabei sind viele Artikel Übersetzungen fremdsprachlicher Artikel internationaler Autoren.
In den Modellbauberichten wird i. d. R anhand von Bildern und Texten beschrieben, wie bestimmtes Modell zusammengebaut wird, welche Details verändert und wie Farbe, Alterungs- und Gebrauchsspuren an den Modellen angebracht wurden. Außerdem beinhaltet das Magazin Farbprofile sowie geschichtliche Daten zu den Originalen der Modelle.
Hinzu kommen Artikel zu internationalen Modellbauveranstaltungen, -Museen oder Reenactment-Veranstaltungen. Eine Besprechung von Neuheiten und neuer Fachliteratur sind ebenfalls fester Bestandteil von Steelmaster.

## Zielsetzung
Zielgruppe von Steelmaster sind Modellbauer, die historisches und technisches Interesse haben und neue Methoden im Modell- und Dioramenbau suchen.